# Phlogacanthus tubiflorus
Phlogacanthus tubiflorus är en akantusväxtart som beskrevs av Christian Gottfried Daniel Nees von Esenbeck. Phlogacanthus tubiflorus ingår i släktet Phlogacanthus och familjen akantusväxter. Inga underarter finns listade i Catalogue of Life.